# Каврайський Степан Іванович
Степан Іванович Каврайський (1801 — після 1840) — російський судовий та поліційний чиновник, борець з корупцією. Сарапульський повітовий стряпчий та становий пристав 3-го стану у Глазівському земському суді. Товариш поета Олександра Полежаєва, зображений у його поемі «Сашка».

## Життєпис

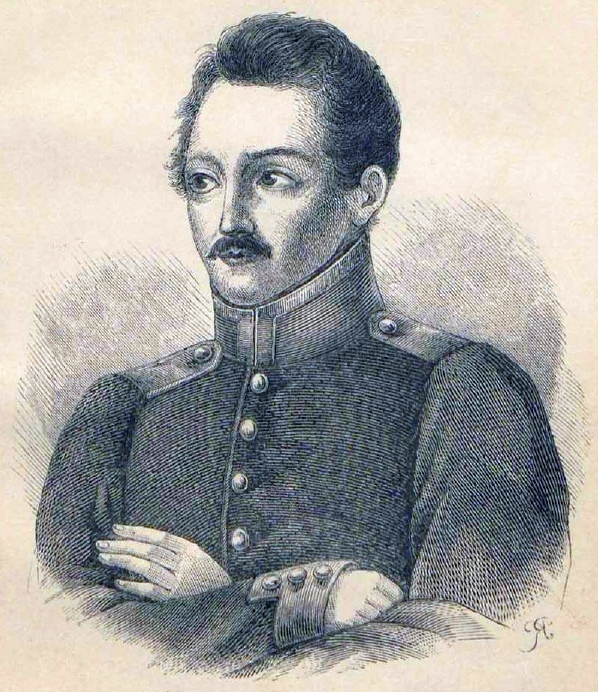
Товариш Каврайського поет Олександр Полежаєв

### Походження та навчання
Степан Каврайський народився у родині прапорщика Івана Степановича Каврайського та його дружини Катерини. Іван Степанович походив з козацько-старшинського, а потім дворянського роду Каврайських, його батьком був сотенний отаман Степан Васильович Каврайський. Від батька Степан Іванович успадкував родинний маєток у селі П'яний Ріг в Чернігівській губернії — дерев'яний будинок та 102 десятин землі.
Середню освіту Каврайський здобував у Московській гімназії, по закінченні якої поступив до Імператорського Московського університету у 1821 році. Степан Каврайський перебував на благодійному симонтівському утриманні та навчався на політичному відділені, яке закінчив у 1826 році зі званням дійсного студента «при дуже добрих успіхах».
Студент Степан Каврайський згадувався у списку осіб при університеті, які користувалися казенною квартирою та столом своїм коштом за 1823 рік, серед інших у тому списку зазначені вільні слухачі — двоюрідний брат Степана — Володимир Каврайський та поет Олександр Полежаєв. Під час навчання в університеті, останній написав поему «Сашка», де кілька разів згадує свого товариша Каврайського. Літературознавець Іван Воронін вважав, що в поемі йдеться про Степана Каврайського, якого він характеризував як «друг по університету та однодумець» Полежаєва. Дослідниця Лідія Насонкіна зазначала, що «поки сказати важко», кого саме мав на увазі Полежаєв у своїй поемі, це міг бути як Степан, так і його родич Володимир, а можливо ще якийсь інший Каврайський.

### На державній службі
Степан Каврайський став працювати у В'ятській кримінальній палаті 8 лютого 1827 року з чином губернського секретаря, він був затверджений у цьому чині указом Правлячого Сенату від 10 березня 1827 року. Виконував обов'язки повітового стряпчого в Уржумі з 25 жовтня до 10 грудня 1828 року. Після призначення у Вятській губернії нового прокурора, останній призначив 25 травня 1829 року Степана Каврайського Сарапульським повітовим стряпчим. Під час роботи на посаді, Каврайський отримав послідовно чини колезького секретаря (08.02.1830) та титулярного радника (08.02.1833).
Повітовий стряпчий Степан Каврайський був відомим борцем з корупцією, а губернський прокурор атестував його як «здатного та гідного». Так у 1832 році він брав участь у справі проти повітового землеміра Краснікова, якого звинувачували у здирництві хабарів. За результатами розслідування землемір був «залишений у підозрі». Влітку 1835 року, за ініціативи Каврайського, була розпочата справа проти земського справника Коннада. Останнього звинувачували у протизаконних зборах грошей з селян на будівництво дороги. Дослідник Микола Післегін, оцінював масштаби «дійства» Коннада у повіті зіставними зі зборами державних податків. У 1835 році Коннад отримав догану, однак слідство ще продовжувалося. Степан Каврайський був звільнений 31 січня 1836 року наказом В'ятського губернського правління за протизаконні дії по службі. Однак Правлячий Сенат поновив його на посаді 5 травня 1836 року, а 10 грудня того ж року Каврайський сам пішов у відставку.
Станом на 1837 рік, продовжувалося слідство проти колишніх сарапульських посадовців, стряпчого Каврайського та справника Коннада. Каврайського звинувачували у протизаконних діях по службі, а саме неплатежі ним вчасно роз'їздів по повіту та прогінних грошей. Невідомо чим саме закінчилася ця справа, Микола Післегін припускав, що її витоки були у «міжособистому конфлікті» Каврайського та Коннада і порівнював його з конфліктом героїв «Повісті про те, як посварився Іван Іванович з Іваном Никифоровичем» Миколи Гоголя.
У серпні 1838 року Степан Каврайський повернувся на державну службу та посів посаду станового пристава 3-го стану у Глазівському земському суді. У Глазові мешкав його двоюрідний брат — колезький реєстратор Володимир Федорович Каврайський. Степан Каврайський був «звільнений за хворобою», про що було написано у газеті «В'ятські губернські відомості» № 44 від 2 листопада 1840 року. Його подальша доля невідома.
Відомо про його єдиного сина — гірничого інженер-поручника Миколу Каврайського (1838—?), у деяких документах зазначеного як Коврайського.

## У культурі
Один з персонажів п'єси-поеми Володимира Кучеря «Рекрут Николая Первого» присвяченої життю та творчості поета Олександра Полежаєва.